# Matt Crowley
Matt Crowley (né le 20 juin 1905 à New Haven dans le Connecticut et mort le 7 mars 1983  à Clearwater, en Floride) est un acteur américain. 
Il interprète Batman dans la série radiodiffusée des aventures de Superman des années 1940. Il joue aussi dans des films comme Dans la gueule du loup en 1951,  The Edge of Night en 1956 et Je vous adore en 1957

## Filmographie

### Au cinéma
- 1961 : Les Blouses blanches (The Young Doctors) de Phil Karlson

## À la télévision
- Naked City (1958–63)

## Radio
- Casey, Crime Photographer dans le rôle-titre (1930s-50s)
- Jungle Jim dans le rôle de Jungle Jim (1935–38)
- The Adventures of Superman en tant que Batman et l'Inspecteur Henderson (1940–51)
- Perry Mason dans le rôle de Paul Drake (1943–55)